# 솜주의 캉통
프랑스 솜주에는 총 23개의 캉통이 속해 있다. 2015년 3월 행정구역 총개편으로 인해 현재는 다음과 같이 설치되어 있다.
- 아브빌 1
- 아브빌 2
- 엘리쉬르누아
- 엘리쉬르솜
- 알베르
- 아미앵 1
- 아미앵 2
- 아미앵 3
- 아미앵 4
- 아미앵 5
- 아미앵 6
- 아미앵 7
- 코르비
- 둘랑
- 플리제쿠르
- 프리빌에스카르보탱
- 가마슈
- 앙
- 모뢰이
- 페론
- 푸아드피카르디
- 루아예
- 뤼